# Georgisches Nationales Olympisches Komitee
Das Georgische Nationale Olympische Komitee (GNOC von englisch Georgian National Olympic Committee) (georgisch საქართველოს ეროვნული ოლიმპიური კომიტეტი sak'art'velos erovnuli olimpiuri komiteti) ist das Nationale Olympische Komitee von Georgien. Es ist die Dachorganisation für 12 regionale Körperschaften, die Georgische Olympische Akademie, den georgischen Olympischen Verband und das Olympische Museum.

## Geschichte
Das GNOC wurde am 6. Oktober 1989 gegründet und vom Internationalen Olympischen Komitee am 9. März 1992 vorläufig und am 23. September 1993 vollständig anerkannt.